# Neoregelia pauciflora
Neoregelia pauciflora är en gräsväxtart som beskrevs av Lyman Bradford Smith. Neoregelia pauciflora ingår i släktet Neoregelia och familjen Bromeliaceae. Inga underarter finns listade i Catalogue of Life.

## Bildgalleri

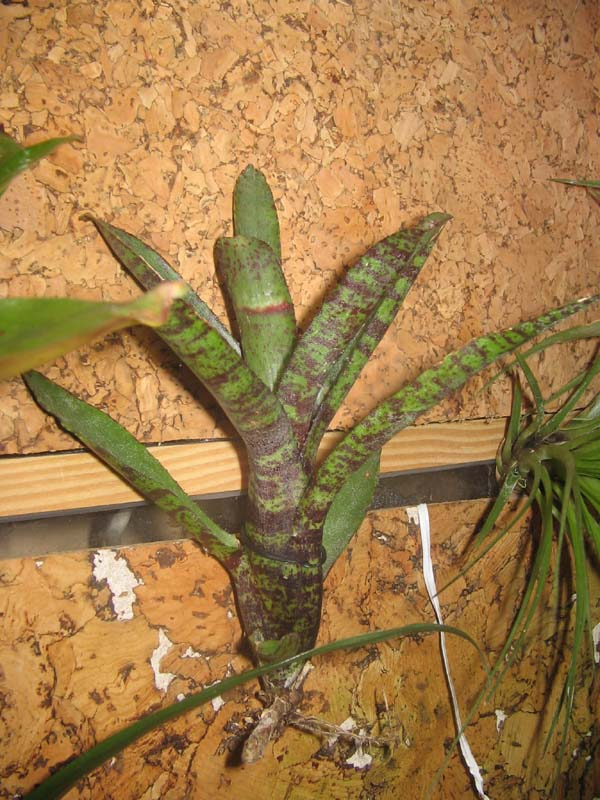